# Luchthaven Rijeka
Luchthaven Rijeka (IATA: RJK, ICAO: LDRI) is een luchthaven bij Rijeka, Kroatië. De luchthaven ligt in Omišalj op het eiland Krk. De afstand naar het station van Rijeka bedraagt 17 km. De luchthaven richt zich met name op toeristen naar Noord-Kroatië.